# Nika Prevc
Nika Prevc (Kranj, 15 maart 2005) is een Sloveense schansspringster. Haar broers Peter, Domen en Cene zijn eveneens actief als schansspringer op het hoogste niveau.

## Carrière
Bij haar wereldbekerdebuut, in november 2021 in Nizjni Tagil, scoorde Prevc direct haar eerste wereldbekerpunten. In januari 2022 behaalde de Sloveense in Ljubno haar eerste toptienklassering in een wereldbekerwedstrijd. In februari 2023 stond ze in Hinzenbach voor de eerste maal in haar carrière op het podium van een wereldbekerwedstrijd. Op de wereldkampioenschappen schansspringen 2023 in Planica eindigde Prevc als zeventiende op de normale schans en als veertigste op de grote schans, in de landenwedstrijd eindigde ze samen met Maja Vtič, Ema Klinec en Nika Križnar op de vierde plaats. Op 16 december 2023 boekte ze in Engelberg haar eerste wereldbekerzege.
Op 14 maart 2025 verbeterde Nika Prevc in Vikersund het wereldrecord skivliegen met een sprong van 236 meter.

## Resultaten

### Wereldkampioenschappen
| Jaar | Plaats  | Resultaten                        |
| ---- | ------- | --------------------------------- |
| 2023 | Planica | 17e HS100 40e HS137 4e Team HS100 |

### Wereldbeker
Eindklasseringen
| Seizoen   | Plaats |
| --------- | ------ |
| 2021/2022 | 22e    |
| 2022/2023 | 19e    |

Wereldbekerzeges
| Datum            | Plaats    | Schans |
| ---------------- | --------- | ------ |
| 16 december 2023 | Engelberg | HS140  |

### Grand-Prix
Eindklasseringen
| Jaar | Plaats |
| ---- | ------ |
| 2022 | 9e     |
| 2023 | 4e     |